# جمیدر (کیشکور)
جمیدر روستایی در دهستان مچان بخش کیشکور شهرستان سرباز استان سیستان و بلوچستان ایران است.

## جمعیت
بر پایه سرشماری عمومی نفوس و مسکن در سال ۱۳۹۵ جمعیت این روستا ۱۵۰ نفر (۵۳خانوار) بوده‌است.